# عبد الرضا شهلائي
عبد الرضا شهلائي (بالفارسية: عبدالرضا شهلایی) ضابط عسكري إيراني برتبة عميد، يشغل منصب قائد فرقة اليمن من فيلق القدس التابع للحرس الثوري الإيراني.

## تصنيف الولايات المتحدة كإرهابي
تصنف الحكومة الأمريكية شهلائي على أنه إرهابي لتمويله الجماعات الإرهابية وصلته بالهجمات على القوات الأمريكية في العراق، بما في ذلك غارة عام 2007، والتي أسفرت عن مقتل خمسة جنود أمريكيين في كربلاء. من بين الهجمات المزعومة الأخرى التي قادها شهلائي محاولة اغتيال فاشلة للسفير السعودي في واشنطن، عادل الجبير. خصصت وزارة الخارجية الأمريكية مكافأة قدرها 15 مليون دولار أمريكي على شاهلاي، من خلال برنامج المكافآت من أجل العدالة، للحصول على معلومات تؤدي لمعرفة مكان وجوده.

## محاولة اغتيالة من قبل الولايات المتحدة في 2020
في ليلة 3 يناير، حاول الجيش الأمريكي اغتيال شهلائي عبر هجوم طائرة بلا طيار بالاقتران مع اغتيال رئيس فيلق القدس قاسم سليماني في الغارة الجوية على مطار بغداد الدولي. فشلت غارة الطائرات بدون طيار في صنعاء، حيث كان مقر شهلائي، في قتله لكنها أدت إلى مقتل عضو الحرس الثوري الإيراني الأقل رتبة محمد ميرزا. هذه هي أول حالة قتل قتالية يعترف بها فيلق القدس في اليمن.
في 10 يناير، اعترفت وزارة الخارجية الأمريكية بمحاولة اغتيال شهلائي لكنها لم تعلن عنها في نفس تاريخ اغتيال سليماني لأن اغتيال شاهلاي لم يكلل بالنجاح. أدى ذلك إلى تكهنات بأن ضربات الطائرات بدون طيار في 3 يناير كانت عمليات قطع رأس واسعة تهدف إلى القضاء على قيادة فيلق القدس.

## شائعة الموت
ذكرت وكالة أنباء الجمهورية الإسلامية في إيران (إيرنا)، في تقرير حذف فيما بعد، أن حسن إيرلو، سفير إيران في اليمن الذي توفي بفيروس كورونا، هو عبد الرضا شهلاعي.  ومع ذلك، أكدت وزارة الخارجية الأمريكية أنهما شخصان مختلفان وأن مكافأة اعتقال شاهلاي مستمرة.